# Ван Сяньчжи (повстанец)
Ван Сяньчжи (кит. 王仙芝, пиньинь Wáng Xiānzhī; ок. 847, близ Пучжоу — 878) — руководитель крестьянской войны в Китае 874—901 годов на её начальном этапе. В результате его действий началась серия восстаний, которые привели к распаду династии Тан.

## Биография

### Ранняя жизнь
Происходил из семьи потомственных солеторговцев. Ван Сяньчжи был родом из префектуры Пу (濮州, в современном Пуяне, провинция Хэнань) и, как и его союзник Хуан Чао, занимался контрабандой соли (то есть продавал соль, которая не входила в государственную монополию династии Тан).

### Восстание
Возглавил восстание в Южном Хубэе, вызванное притеснениями властей, и с несколькими тысячами повстанцев в 874 захватил город Чанъюань. Это произошло в разгар серьезных стихийных бедствий — чередующихся наводнений и засух, — которые серьезно затронули часть империи к востоку от перевала Ханьгу (то есть современные провинции Хэнань, Хэбэй и Шаньдун), имперское правительство не предпринимало никаких действий, чтобы избавить людей от последствий стихийного бедствия.
В начале 875 выступил с воззванием, в котором обвинил чиновников в алчности и своекорыстии, потребовал снижения налогов, а себя объявил «великим воеводой равенства» и «главнокомандующим всех смельчаков в Китае». В 875 повстанческая армия (или, в трактовке ряда западных историков, криминальная группировка) во главе с Ван Сяньчжи взяла города Пучжоу и Цаочжоу (в современном Хэцзэ, Шаньдун). Их силы возросли до десятков тысяч. И когда цзедуши (военный губернатор) округа Тяньпин — Сюэ Чун, попытался перехватить войска Вана, Ван нанес ему поражение.
Император Си-цзун одобрил предложение военного губернатора округа Пинлу — Сун Вэя, предоставив ему общее командование операцией. Летом 876 года Сун атаковал Вана в префектуре И, нанеся ему поражение. Сун представил отчет, в котором утверждалось, что Ван был убит в бою. В ответ император Сицзун демобилизовал войска и отпустил их по домам. Однако несколько дней спустя поступили сообщения о том, что Ван не был убит, и войска были снова мобилизованы. Ван Сяньчжи быстро захватил префектуру Жу и взял в плен ее префекта Ван Ляо, младшего брата тогдашнего канцлера Ван Дуо. Пленение Ван Ляо сильно потрясло народ, и люди массово покидали восточную столицу Лоян. Император Си-цзун пытался задобрить Ван Сяньчжи, предложив ему должность, но он никак не отреагировал на это, продолжая нападения.
Под новый 877 год Ван Сяньчжи напал на префектуру Ци (蘄州, в современном Хуангане, провинция Хубэй). Во время нападения Ван Ляо написал от имени Ван Сяньчжи письма префекту Ци Пэй Во (裴偓), у которого также были связи с Ван Дуо; в результате Ван Сяньчжи и Пэй договорились о временном перемирии, и Пэй попытался убедить Ван Сяньчжи подчиниться правительству империи Тан, пообещав, что он будет помилован и получит назначение. Затем он пригласил Ван Сяньчжи, Хуан Чао и около 30 последователей Ван Сяньчжи в город и угостил их пирами. Затем Пэй подал прошение императору Сицзуну с просьбой о назначении Ван Сяньчжи на должность.
Когда петиция Пэя поступила в императорское правительство, большинство канцлеров выступили против, утверждая, что несколькими годами ранее отец императора Си-цзуна император И-цзун отказался помиловать мятежника Пан Сюня и смог победить его, и что помилование Ван Сяньчжи спровоцирует дальнейшие восстания. Ван Дуо, однако, настаивал на принятии этого предложения. Император Си-цзун согласился и назначил Вана офицером Левого крыла армии Шэньцэ, а также императорским цензором. Когда посланец объявил о назначении, Ван Сяньчжи поначалу был очень доволен, и Ван Ляо и Пэй поздравили его. Однако Хуан Чао разозлился, что не получил никаких поручений. Он накричал на Ван Сяньчжи и заявил, что если Ван Сяньчжи примет назначение, то предаст свою армию, и избил Ван Сяньчжи, ранив его в лоб. Другие последователи также подняли шум. Ван Сяньчжи в страхе отказался принять предложение и приказал своей армии разграбить префектуру Ци, захватив в плен половину жителей и убив другую половину. Пэй бежал, а Ван Ляо снова был схвачен.

### Поражение
Цзэн Юаньюй одержал крупную победу над Ваном к востоку от префектуры Шэнь (申州, в современном Синьяне, провинция Хэнань). Победа, которая, по-видимому, убедила императорское правительство отстранить Сун Вэя от должности командующего операциями и назначить на этот пост Цзэна. Позже, в марте 878 года, Цзэн снова нанес Вану поражение при Хуанмэе (黃梅, в современном Хуангане). Повстанцы потеряли 50 тыс. чел. По одним сведениям Цзэн убил Вана в бою, по другим Ван Сяньчжи был схвачен и казнён. Голова Вана была доставлена в Чанъань и преподнесена императору Си-цзуну. После его гибели руководство крестьянской войной перешло к Хуан Чао.